# Humajun

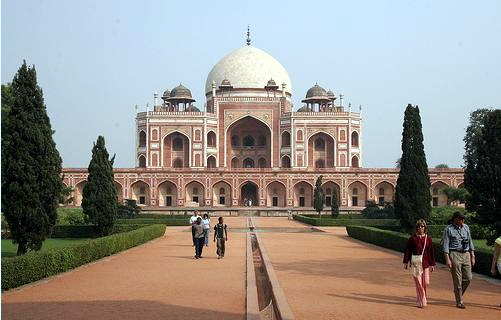
Grób Humajuna

Nasir ad-Din Humajun (ur. 6 marca 1508 w Kabulu, zm. 27 stycznia 1556 w Delhi) – władca z dynastii Wielkich Mogołów.
Po przejęciu władzy po ojcu Baburze, który zmarł w 1530 r., Humajun toczył ciężkie walki. Następnie w 1539 r. został zdetronizowany przez swojego oponenta Szer Szacha (założyciel dynastii Sur), który w 1540 r. zajął Delhi i rządził nimi pięć lat. Dziesięć lat po śmierci Szer Szacha, przy pomocy perskiej, Humajun odzyskał tron w Delhi (1555). W roku następnym zmarł. Przyczyną zgonu był upadek ze schodów w starej bibliotece, który przydarzył mu się podczas gwałtownego uklęknięcia na nich tuż po tym, jak usłyszał wezwanie na modlitwę. Tron przeszedł na jego trzynastoletniego syna Akbara.